# Marija (žena Konstantina V.)
Marija (grč. Μαρία; ? — 751.) bila je bizantska carica kao druga supruga cara Konstantina V. Kopronima. Njezini su roditelji danas nepoznati.
Konstantinova je prva supruga bila Tzitzak-Irena, koja mu je rodila sina i nasljednika Leona, 25. siječnja 750. Moguće je da je Tzitzak umrla pri porođaju jer je Marija postala Konstantinova supruga možda već iste godine. Ona i Konstantin nisu imali djece te je ona umrla 751.
| Kraljevske titule        | Kraljevske titule | Kraljevske titule                         |
| ------------------------ | ----------------- | ----------------------------------------- |
| prethodnik Tzitzak-Irena | Bizantska carica  | nasljednik Eudokija (žena Konstantina V.) |